# Aleksander Gniewosz
Aleksander Kazimierz Edward Gniewosz herbu Rawicz (ur. 13 października 1920 we Lwowie, zm. 28 października 2003 w Bauru) – porucznik kawalerii Polskich Sił Zbrojnych.

## Życiorys

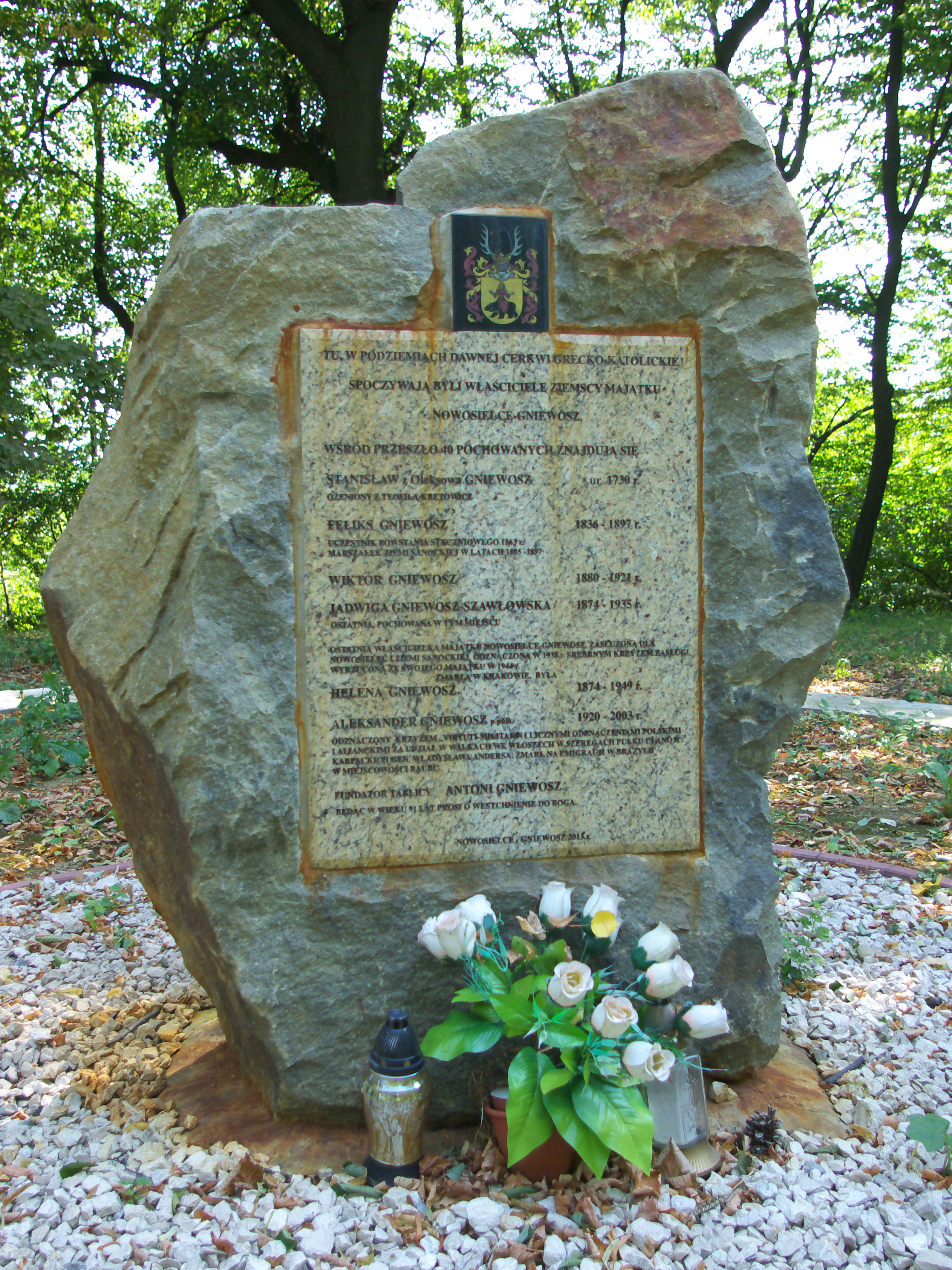
Kamień pamiątkowy w Nowosielcach

Aleksander Kazimierz Edward Gniewosz urodził się 13 października 1920 we Lwowie. Był wnukiem Włodzimierza Gniewosza (1838–1909, ziemianina i polityka), synem Aleksandra Jana Gniewosza herbu Rawicz (1872–1930) i Róży z domu Cieńskiej herbu Pomian (1885–1922).
W dzieciństwie jego rodzina z Nowosielec utrzymywała kontakty z rodziną Mniszek-Tchorznickich z Pisarowiec, w tym synami Henryka. W 1932 jako prywatysta ukończył II klasę w Państwowym Gimnazjum im. Królowej Zofii w Sanoku. W 1938 Aleksander Gniewosz ukończył V Państwowe Gimnazjum im. Hetmana Stanisława Żółkiewskiego we Lwowie.
Od 30 września 1938 roku do 15 lipca 1939 roku szkolił się w Szkole Podchorążych Rezerwy Kawalerii w Grudziądzu. Po zakończeniu szkolenia został skierowany na praktykę w 14 pułku Ułanów Jazłowieckich we Lwowie. Odziedziczył po ojcu majątek Potok Złoty, który posiadał do końca istnienia II Rzeczypospolitej w 1939.
Po wybuchu II wojny światowej w składzie tej jednostki brał udział w kampanii wrześniowej. Następnie przedostał się na Zachód i został żołnierzem Polskich Sił Zbrojnych na Zachodzie. Służył w szeregach pułku Ułanów Karpackich (od 1940 do 1942 w składzie Samodzielnej Brygady Strzelców Karpackich, od 1942 w składzie 2 Korpusu Polskiego). W trakcie kampanii włoskiej brał udział w bitwie o Monte Cassino w maju 1944. Na wojnie dosłużył się stopnia porucznika. Za swoje czyny otrzymał został odznaczony Orderu Virtuti Militari. Później został awansowany do stopnia podpułkownika.
Do 1947 przebywał we Włoszech (Florencja), w tym samym roku wyjechał do Brazylii, gdzie pozostał na emigracji. Był żonaty (żona żyła w latach 1930–1996). Zmarł w 2003 w mieście Bauru.

## Ordery i odznaczenia
- Krzyż Srebrny Orderu Virtuti Militari

## Upamiętnienie
- W 2013 w miejscu nieistniejącej cerkwi greckokatolickiej w Nowosielcach, przy której w grobowcu rodzinnym byli pochowani członkowie rodziny Gniewoszów, został ustanowiony kamień pamiątkowy upamiętniający te osoby. Uhonorowany inskrypcją na pomniku został także Aleksander Gniewosz[11]. Fundatorem pomnika był jego brat, Antoni Gniewosz.